# 12 квітня
12 квітня — 102-й день року (103-й у високосні роки) в григоріанському календарі. До кінця року залишається 263 дні.

## Свята і пам'ятні дні

### Міжнародні
- ООН: Міжнародний день польоту людини в космос.
- Всесвітній день авіації і космонавтики.
- Всесвітній день дій в області військових витрат.
- Всесвітній день рок-н-ролу.
- Всесвітній день хом'яків.

### Національні
- Україна: День скаута.
- Болівія: День захисту дітей.
- Ліберія: Національний день звільнення.

### Професійні
- Україна: День працівників ракетно-космічної галузі України
- Казахстан: День працівників науки.

### Релігійні
Римо-Католицька Церква:
- Святий Дем'ян
- Святий Еркембоуд
- Святий Юлій I
- Святий Зенон Веронський
- Святий Альферій
- Блаженний Анхело Карветті ді Чіваззо

Православна церква:
- Преподобного Василія, сповідника, єпископа Парійського.
- Священномученика Зинона, єпископа Веронійського.
- Преподобного Ісаака Сиріна, у Сполеті Італійському.
- Преподобномучеників Мини, Давида та Іоана.
- Преподобної Анфуси, діви.
- Преподобної Афанасії, ігумені.

### Іменини
✙ Православні: Василь, Зинон, Ісаак, Мина, Давид, Іван, Анфуса, Афанасія
✝  Католицькі:

## Події

Створення британського прапора в поєднанні англійського хреста св. Георга, шотландського хреста св. Андрія та ірландського хреста св. Патрика.

- 467 — Антемій став імператором Західної Римської імперії.
- 1204 — Константинополь захоплений учасниками Четвертого Хрестового Походу. Тимчасова ліквідація Візантійської імперії.
- 1557 — засноване місто Куенка, Еквадор.
- 1606 — затверджено об'єднаний англо-шотландський прапор «Юніон Джек», після включення до нього елементів прапора Ірландії став прапором Сполученого Королівства.
- 1633 — римська інквізиція розпочала формальне слідство щодо праць Галілео Галілея.
- 1709 — шведські війська Карла XII підійшли до стін Полтави.
- 1776 — Американська революція: Галіфакська Резолюція, ратифікована Провінційним Конгресом Північної Кароліни, дала дозвіл делегатам з Північної Кароліни в Другому Континентальному Конгресі проголосувати за незалежність від Великої Британії.
- 1820 — Олександр Іпсіланті був оголошений лідером Філікі Етерія, таємної організації, метою якої було повалення османського правління над Грецією.
- 1857 — Гюстав Флобер опублікував роман «Пані Боварі».
- 1861 — Американська громадянська війна: бомбардуванням форту Самтер військами Конфедерації почалася громадянська війна у США, яка завершилася через 4 роки перемогою Півночі і забрала життя 620 тисяч американців.
- 1877 — Велика Британія вперше анексувала Трансвааль.
- 1897 — у місті Теребовля було відправлено першу українську католицьку Службу Божу для українських емігрантів.
- 1903 — у Великій Британії почала діяти міська служба омнібусів.
- 1908 — український студент Мирослав Січинський на знак протесту проти шовінізму польських урядовців вбив намісника Галичини графа Анджея Потоцького
- 1911 — француз П'єр Прієр здійснив перший безпосадковий переліт з Лондона до Парижа на моноплані «Блеріо».
- 1912 — у Львові українські скаути-пластуни вперше склали Пластову Присягу, утворена молодіжна скаутська організація «Пласт».
- 1917 — Перша світова війна: Перемога канадських військ у битві при Вімі.
- 1927 — Чан Кайші наказав стратити членів Комуністичної Партії Китаю в Шанхаї, завершуючи Перший Об'єднаний Фронт.
- 1934 — на верхівці гори Вашингтон, США підтверджений найсильніший порив вітру на поверхні Землі (372 кілометри на годину).
- 1934 — розпочався Авто-Лайт страйк в США. Закінчився 5-денними сутичками між Національною гвардією штату Огайо та 6 тисячами демонстрантів.
- 1934 — у Нью-Йорку опубліковано роман Френсіса Скотта Фіцджеральда «Ніч лагідна».
- 1935 — перший політ британського військового літака Бристоль Бленгем.
- 1937 — сер Френк Віттл випробував перший повітряно-реактивний двигун в Раґбі, Велика Британія.
- 1945 — віце-президент Гаррі Трумен склав присягу президента і став 33-м лідером Сполучених Штатів Америки.
- 1955 — вакцина від поліомієліту, розроблена доктором Джонасом Солком, оголошена безпечною та ефективною.
- 1961 — космічний корабель «Восток-1» з Юрієм Гагаріним на борту, здійснив перший політ до космосу. Ця дата — Всесвітній день космонавтики.
- 1963 — радянська ядерна субмарина К-33 зіткнулася з фінським торговельним човном Finnclipper в Данських протоках.
- 1970 — на сцені Національної опери України дав свій перший концерт Оркестр Народних Інструментів України
- 1980 — Сем'юел Доу перебрав на себе владу над Ліберією після перевороту, перервавши понад 130 років демократичного наступництва президентів.
- 1980 — одноногий канадець хворий на рак Террі Фокс розпочав свій Марафон Надії в Сент-Джонсі, Ньюфаундленд.
- 1981 — з космодрому на мисі Канаверал (штат Флорида) здійснено запуск першого у світі пілотованого повітряно-космічного апарата багаторазового використання «Колумбія».
- 1990 — експонат Джима Ґері «Динозаври 20 століття» відкрився в Національному Музеї Природної Історії в Смітсонському інституті, Вашингтон, США.
- 1992 — у Марн-ла-Валле під Парижем відкрився Євродиснейленд.
- 1995 — білоруські депутати, що голодували проти зміни національної символіки, жорстоко побиті міліцією та військовими.
- 1998 — відбувся землетрус в Словенії в потужності 5,6 балів за Шкалою Ріхтера коло міста Бовец.
- 1999 — Президент Сполучених Штатів Америки Білл Клінтон звинувачений в нешанобливому ставленні до суду після «зумисних неправдивих свідчень» під час громадського розгляду справи стосовно сексуальних домагань.
- 2002 — Педро Кармона оголосив себе тимчасовим президентом Венесуели під час невдалого військового перевороту у Венесуелі проти режиму Уго Чавеса.
- 2009 — Військово-морські сили США визволили з полону корсарів капітана Річарда Філліпса, вбиваючи трьох та захоплюючи четвертого пірата.
- 2014 — захоплення міського управління МВС у місті Слов'янськ російським диверсійним загоном під керівництвом Ігоря «Стрєлкова» Гіркіна.

## Народились

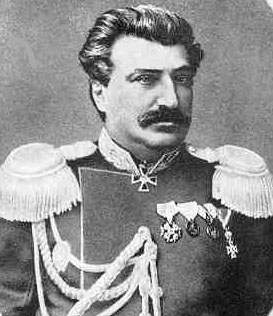
Микола Пржевальський

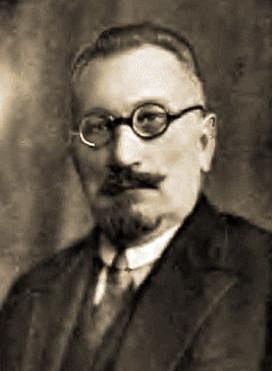
Андрій Лівицький

Дивись також Категорія:Народились 12 квітня
- 812 — Мохаммед аль-Такі, мусульманський імам-шиїт (п. 837)
- 1484 — Антоніо да Сангалло, архітектор епохи Відродження (п. 1546)
- 1500 — Йоахім Камераріус, німецький класичний гуманіст, лютеранський теолог (п. 1574)
- 1526 — Муретус, французький письменник, гуманіст, учитель Монтеня (п. 1585)
- 1550 — Едвард де Вер, 17-й граф Оксфорд, англійський політик (п. 1604)
- 1577 — Крістіан IV Данський король Данії та Норвегії (п. 1647)
- 1713 — Ґілляме Тома Франсуа Райналь, французький письменник (п. 1796)
- 1722 — Пієтро Нардіні, італійський композитор (п. 1793)
- 1724 — Лаймен Холл, американський лікар, клерк, та політик; один з делегатів, котрі підписали Декларацію Незалежності (п. 1790)
- 1748 — Антуан Лоран де Жуссьє, французький ботанік (п. 1836)
- 1773 — Юрій Лисянський, український мореплавець, географ, океанограф.
- 1777 — Генрі Клей, американський політик (п. 1852)
- 1794 — Жерміналь П'єр Данделен, бельгійський математик (п. 1847)
- 1799 — Анрі Друе, федеральний радник Швейцарії (п. 1855)
- 1831 — Константен Меньє, бельгійський скульптор і живописець.
- 1839 — Микола Пржевальський, мандрівник, природодослідник, науковець, історик, археолог, знавець семи мов.
- 1848 — Хосе Ґаутьєр Бенітез, поет з Пуерто-Рико (п. 1880)
- 1851 — Едвард Волтер Маундер, британський астроном (п. 1928)
- 1852 — Фердинанд фон Ліндеман, німецький математик (п. 1939)
- 1866 — Принцеса Вікторія Прусська, друга дочка німецького імператора Фрідріха IIII (п. 1929)
- 1868 — Санеюкі Акіяма, японський військово-морський командир (п. 1918)
- 1871 — Іоанніс Метаксас, грецький генерал і диктатор (п. 1941)
- 1879 — Андрій Лівицький, український громадсько-політичний діяч, Президент УНР в екзилі (1926—1954)
- 1884 — Отто Меєргоф, лауреат Нобелівської премії з фізіології або медицини (п. 1951)
- 1885 — Робер Делоне, французький художник. Разом із своєю дружиною Сонею Делоне став засновником нового жанру — орфізму.
- 1887 — Гарольд Локвуд, американський актор, режисер і продюсер (п. 1918)
- 1888 — Генріх Нейгауз,  український радянський піаніст і педагог (п. 1964)
- 1892 — Джонні Доддз, американський музикант (п. 1940)
- 1893 — Роберт Гаррон, американський кіноактор (п. 1920)
- 1894 — Франсішку Кравейру Лопеш, 13-ий президент Португалії (п. 1964)
- 1898 — Лілі Понс, американська співачка-сопрано (п. 1976)
- 1899 — Василь Седляр, український живописець, графік, художній критик, педагог, належав до групи «бойчукістів». Страчений органами НКВС СРСР 13 липня 1937.
- 1902 — Луї Біл, прем'єр-міністр Нідерландів (п. 1977)
- 1903 — Ян Тінберґен, голландський економіст і лауреат Нобелівської премії з економіки (п. 1994)
- 1907 — Фелікс де Велдон, американський скульптор (п. 2003)
- 1907 — Гарді Ґраматкі, американський автор і аніматор (п. 1979)
- 1908 — Іда Поллок, англійська письменниця.
- 1912 — Уолт Ґорні, американський актор (п. 2004)
- 1912 — Шрі Султан Хаменґкубувоно ІХ, другий віце-президент Індонезії (п. 1988)
- 1914 — Армен Алчіан, американський економіст.
- 1916 — Бенджамін Лібет, американський науковець (п. 2007)
- 1919 — Біллі Вон, американський музикант (п. 1991)
- 1921 — Шейкі Джейк Гарріс (справжнє ім'я Джеймс Д. Гарріс), американський блюзовий музикант (пом. 1990)
- 1921 — Роберт Кліше, канадський політик і суддя (п. 1978)
- 1923 — Енн Міллер, американська акторка і танцівниця (п. 2004)
- 1924 — Раймон Барр, французький прем'єр-міністр (п. 2007)
- 1925 — Джо Боумен, американський стрілець (п. 2009)
- 1928 — Юрій Химич, український архітектор, графік, педагог (п. 2003)
- 1928 — Харді Крюґер, німецький актор.
- 1930 — Мануель Нері, американський художник.
- 1930 — Мирослав Попович, український філософ, академік НАН України
- 1932 — Денніс Бенкс, американський активіст і письменник.
- 1932 — Тайні Тім, американський музикант (п. 1996)
- 1933 — Монсеррат Кабальє, одна з найвидатніших співачок другої половини XX століття, власниця сильного, експресивного голосу, найбільша представниця мистецтва бельканто.
- 1939 — Алан Ейкборн, англійський письменник.
- 1940 — Гербі Генкок, американський музикант і композитор.
- 1940 — Джон Хейджі, американський телепроповідник.
- 1941 — Боббі Мур, англійський футболіст (п. 1993)
- 1942 — Джейкоб Зума, колишній президент Південно-Африканської Республіки.
- 1944 — Джон Кей, німецько-канадський музикант.
- 1945 — Лі Джонґ-Вук, генеральний директор Всесвітньої організації охорони здоров'я, кореєць за національністю (п. 2006)
- 1946 — Ед О'Нілл, американський актор.
- 1947 — Том Кленсі, американський письменник.
- 1947 — Вуді Джонсон, американський спортивний магнат.
- 1947 — Ден Лорія, американський актор.
- 1948 — Джеремі Бідл, англійський телеведучий. (п. 2008)
- 1948 — Йошка Фішер, міністр закордонних справ Німеччини 1998—2005.
- 1949 — Скотт Туроу, американський письменник.
- 1949 — Юрій Куклачов, клоун, майстер циркових вистав із котами.
- 1950 — Флавіо Бріаторе, італійський бізнесмен і директор команди Формули-1 Рено.
- 1950 — Дейвід Кессіді, американський актор.
- 1956 — Херберт Грьонемейер, німецький співак.
- 1957 — Вінс Джилл, американський музикант.
- 1958 — Вілл Серджант, англійський музикант.
- 1960 — Рон МакЛін, канадський спортжурналіст.
- 1961 — Ліза Джеррард, австралійська музикант.
- 1962 — Арт Алексакіс, американський музикант.
- 1965 — Том О'Браян, американський актор та продюсер.
- 1965 — Кім Боднія, данський актор.
- 1966 — Ігор Слісаренко, український тележурналіст.
- 1967 — Сара Крекнелл, англійська співачка.
- 1968 — Адам Ґрейз, канадський хокеїст.
- 1970 — Нік Хексум, американський музикант.
- 1971 — Ніколас Брендон, американський актор.
- 1971 — Шеннен Догерті, американська акторка.
- 1973 — Дж. Скотт Кемпбелл, американський художник коміксів.
- 1973 — Антоніо Осуна, мексиканський бейсболіст.
- 1973 — Клаудія Джордан, американська модель.
- 1974 — Роман Гамрлик, чеський хокеїст.
- 1974 — Марлі Шелтон, американська акторка.
- 1974 — Сілвіньйо, бразильський футболіст.
- 1977 — Ґленн Роджерз, шотландський гравець в крикет.
- 1977 — Сара Джейн Морріс, американська акторка.
- 1977 — Джордана Спайро, американська акторка.
- 1978 — Ґай Беррімен, британський музикант (Coldplay).
- 1978 — Райлі Сміт, американський актор.
- 1979 — Клер Дейнс, американська акторка.
- 1979 — Дженніфер Моррісон, американська акторка та модель.
- 1980 — Браян МакФадден, ірландський співак.
- 1980 — Ерік Монґрен, канадський музикант.
- 1981 — Ніколас Бурдіссо, аргентинський футболіст.
- 1982 — Фуад Бацкович, боснійський співак.
- 1983 — Єлена Докич, австралійська тенісистка.
- 1986 — Блерім Джемаілі, швейцарський футболіст.
- 1987 — Брендон Юрі, американський музикант.
- 1994 — Сірша Ронан, ірландська акторка.
- 1994 — Аїрі Сузукі, японська співачка.
- 2002 — Олег Буяло, офіцер Збройних сил України, учасник російсько-української війни. Герой України (2024, посмертно).

## Померли

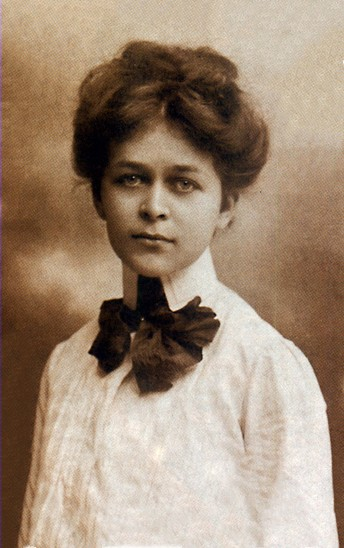
Ізидора Косач-Борисова

Дивись також Категорія:Померли 12 квітня
- 45 до н. е. — Ґней Помпей Молодший, римський генерал (нар. 75 до н. е.)
- 238 — Ґордіан I, римський імператор (нар. 159)
- 238 — Ґордіан II, спадкоємець престолу римської імперії (нар. 192)
- 352 — Св. Юлій I, 35-ий Папа Римський.
- 434 — Максиміан, архієпископ константинопольський.
- 1125 — Владислав I, герцог Богемії (нар. 1065)
- 1522 — П'єро ді Козімо, італійський художник Флорентійської школи.
- 1530 — Хуана, кастильська інфанта, королева Португалії (1475—1480), дружина Афонсу V
- 1550 — Клод, французький солдат і герцог Гіз (нар. 1496)
- 1555 — Хуана I Божевільна, королева Кастилії (нар. 1479)
- 1675 — Річард Беннетт, британський колоніальний губернатор Вірджинії (нар. 1609)
- 1684 — Ніколо Аматі, італійський майстер смичкових інструментів (нар. 1596)
- 1782 — П'єтро Метастазіо, італійський поет і драматург-лібретист (нар. 1698)
- 1814 — Чарльз Берні, британський музичний історик і композитор (нар. 1726)
- 1817 — Шарль Мессьє, французький астроном (нар. 1730)
- 1872 — Ніколаос Мандзарос, грецький композитор (нар. 1795)
- 1902 — Марі Альфред Корну, французький фізик (нар. 1842)
- 1908 — Анджей Потоцький, намісник Галичини, вбитий українським студентом Мирославом Січинським
- 1912 — Клара Бартон, американська медсестра, засновниця Американського Червоного Хреста (нар. 1821)
- 1945 — Франклін Делано Рузвельт, 32-ий президент США (1933—1945) (нар. 1882)
- 1962 — Антуан Певзнер, французький скульптор, закінчив Київське художнє училище (1902—1909). Старший брат одного з лідерів світового художнього авангарду американського скульптора Наума Габо.
- 1968 — Хайнрік Нордхофф, німецький автомобільний інженер і директор Фольксваген (нар. 1899)
- 1971 — Вінтон Келлі, американський джазовий піаніст (нар. 1931)
- 1975 — Жозефіна Бейкер, американо-французька танцівниця й акторка, учасниця французького опору, активістка за громадянські права
- 1980 — Ізидора Косач-Борисова, українська мемуаристка, перекладачка. Сестра Лесі Українки, Михайла Косача, Ольги Косач-Кривинюк, Оксани Косач-Шимановської, Миколи Косача.
- 1980 — Аверкій Гончаренко, український військовий діяч, командир частин Армії УНР у бою під Крутами, старшина Дивізії зброї «Галичина»
- 1981 — Джо Луїс, американський боксер (нар. 1914)
- 2001 — Гарві Болл, американський рекламний художник, який придумав смайл.
- 2002 — Юрій Шевельов, українсько-американський славіст-мовознавець, історик української літератури, літературний і театральний критик, активний учасник наукового та культурного життя української еміграції
- 2020 — Пітер Бонетті, англійський футболіст, воротар, чемпіон світу 1966 року